# Ammodiscidae
Die Ammodiscidae sind eine Gruppe gehäusetragender, meeresbewohnender Einzeller aus der Gruppe der Foraminiferen. 

## Merkmale
Die zweikammerigen Gehäuse der Ammodiscidae sind agglutiniert, werden also aus einzelnen Partikeln zusammengesetzt, die von den Tieren aus dem Sediment aufgenommen werden. Die erste Schalenkammer, der Proloculus, ist rund, ihm folgt eine zweite, röhrenförmige Kammer, die planspiral aufgerollt ist. Sie kann unregelmäßige Einschnürungen aufweisen, an ihrem Ende befindet sich die Apertur.

## Systematik
Die Ammodiscidae wurden 1862 als Familie und Überfamilie durch den Paläontologen August Emanuel von Reuss erstbeschrieben. Sie sind seit dem unteren Kambrium fossil belegt.
Einige Gattungen sind:
- Ammodiscus
- Ammolagena
- Glomospira

## Nachweise
- Alfred R. Loeblich, Jr., Helen Tappan: Foraminiferal genera and their classification, E-Book des Geological Survey Of Iran, 2005, Online